# Merthyr Cynog
Merthyr Cynog è un paese della contea di Powys, nel Galles, il cui nome in gallese significa reliquiario di Cynog, dato che la chiesa, luogo di pellegrinaggio, è dedicata al santo e martire Cynog, un figlio del potente sovrano Brychan Brycheiniog. Si trova nel territorio tra le valli dei fiumi Ysgir Fawr e Ysgir Fach.